# Neuvy-en-Dunois
Neuvy-en-Dunois is een gemeente in het Franse departement Eure-et-Loir (regio Centre-Val de Loire) en telt 315 inwoners (2005). De plaats maakt deel uit van het arrondissement Châteaudun.

## Geografie
De oppervlakte van Neuvy-en-Dunois bedraagt 25,7 km², de bevolkingsdichtheid is 12,3 inwoners per km².
De onderstaande kaart toont de ligging van Neuvy-en-Dunois met de belangrijkste infrastructuur en aangrenzende gemeenten.

## Demografie
Onderstaande figuur toont het verloop van het inwonertal (bron: INSEE-tellingen).